# Johann Baptist Berger

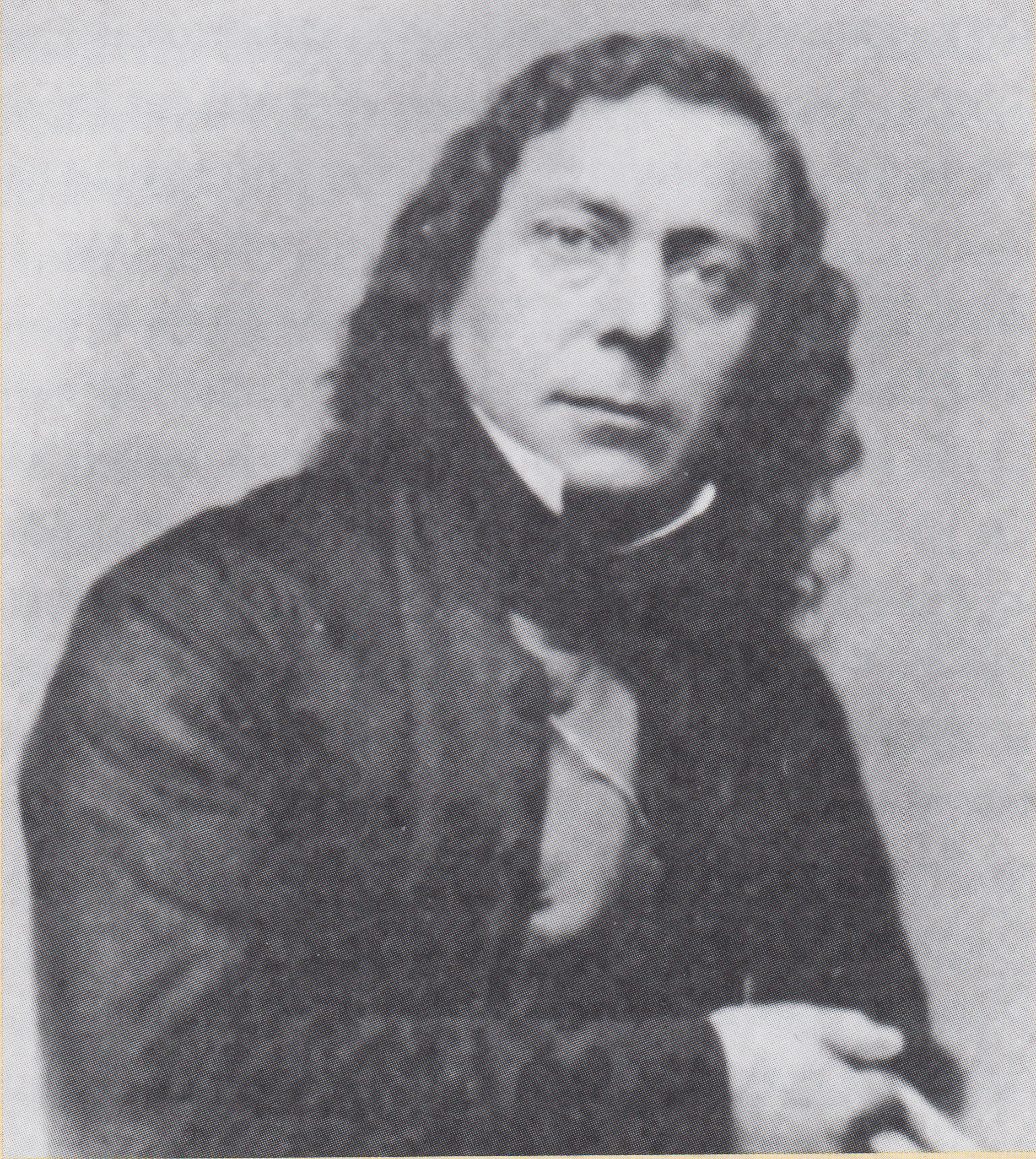
Johann Baptist Berger

Johann Baptist Berger (auch Jean Baptiste Berger) (* 19. Dezember 1806 in Koblenz; † 6. Januar 1888 in Boppard) war katholischer Priester und Dichter mit dem Pseudonym Gedeon von der Heide.

## Leben
Johann Baptist Berger wurde am 19. Dezember 1806 in einem Haus in der Firmungsstraße in Koblenz als Sohn des Textilkaufmanns Johann Peter Berger und seiner Frau Clara Elisabeth Abitabile geboren. Seine ältere Schwester hieß Clara Berger (1798–1882). Getauft wurde Berger am 20. Dezember 1806 in der Koblenzer Pfarrkirche St. Kastor. Nach dem Abitur, das er am Gymnasium der Jesuiten in Koblenz ablegte, studierte er von 1825 bis 1830 am Kolleg der Propaganda Fide in Rom Theologie und Philosophie. Danach trat er in Trier in das Priesterseminar ein und wurde am 6. März 1830 in der Basilika St. Kastor in Koblenz zum Priester geweiht. Im Jahr 1830 arbeitete er als Kaplan in Vallendar. Aber schon am 5. November 1830 ernannte ihn der Trierer Bischof Joseph Ludwig Aloys von Hommer zum Kaplan in der Pfarrei St. Severus in Boppard und am 14. Mai 1833 zum Pastor dieser Pfarrei. Am 25. Juni 1861 wurde er Definitor und am 25. Juni 1870 wurde er zum Dechanten des Dekanates St. Goar gewählt. Am 6. Januar 1888 starb Berger. Er wurde am 9. Januar auf dem Friedhof in Buchenau beigesetzt.

## Wirken als Pastor in Boppard

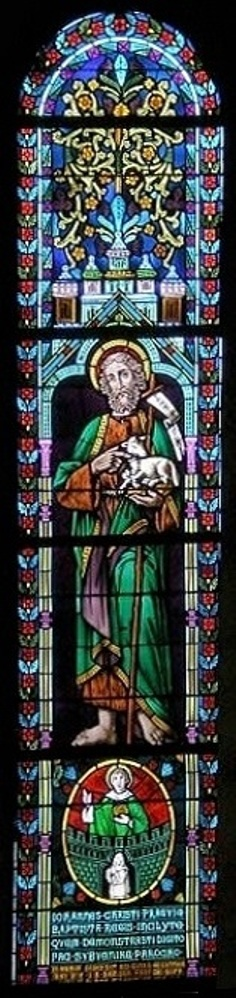
Chorfenster in St. Severus mit Inschrift zum 50. Priesterjubiläum Bergers

In Boppard initiierte er unterschiedliche Projekte. In den Jahren 1841–1844 ließ er die Pfarrkirche St. Severus renovieren, um sie vor drohendem Verfall zu retten. Ab 1849 ließ er die Kreuzbergkapelle und die 14 Kreuzwegstationen restaurieren. Außerdem kamen durch seinen Einsatz 1855 die Barmherzigen Schwestern vom hl. Karl Borromäus nach Boppard, die dort seither im Hospital (dem heutigen Gesundheitszentrum zum Heiligen Geist) arbeiten und in anderen sozialen Einrichtungen gewirkt haben. Im Jahr 1863 gründete er ein Waisenhaus, in dessen Tradition das heutige katholische Gemeindezentrum St. Michael steht.
Im Kulturkampf wurden Berger und der damalige Bürgermeister Syrée, die bis 1870 oft zum Wohl Boppards zusammengewirkt hatten, zu Kontrahenten. Der damalige Landrat entzog 1874, durch Einwirken Syrées, Berger die „Lokal-Schulinspektion für die katholischen Schüler der Pfarrgemeinde Boppard“. Im Jahr 1875 wurde Berger mitgeteilt, dass er keinen Religionsunterricht mehr erteilen dürfe. Im gleichen Jahr wurde ein „Gesetz über die altkatholischen Vermögensrechte“ erlassen. Dieses regelte, dass den Altkatholiken ein Mitbesitz an den Vermögen der katholischen Gemeinden zustehe. Infolgedessen erhoben die Bopparder Altkatholiken Anspruch auf die Nutzung der Karmeliterkirche. Dechant Berger protestierte heftig dagegen und verweigerte die Herausgabe der Kirchenschlüssel. Doch dies blieb ohne Erfolg. Mit der Rückendeckung des Oberpräsidenten verschafften die Altkatholiken sich am 1. Oktober 1876 Zugang zur Kirche und feierten dort Gottesdienst.
In den 1870er Jahren ließ Berger erneute Sanierungsarbeiten in der St.-Severus-Kirche durchführen. Dabei wurden auch die heute dort befindlichen Chorfenster eingebaut. Das Johannes-der-Täufer-Fenster (Namenspatron Bergers) entstand 1880 zu Bergers Goldenem Priesterjubiläum. Darauf ist unter dem Täufer in ovaler Umrahmung der Kirchenpatron Severus von Ravenna in segnender Haltung dargestellt, zu dessen Füßen kniend und die Hände zum Gebet faltend Johann Baptist Berger. Darunter steht in lateinischen Versen die Bitte:
| IOHANNES CHRISTI PRAEVIE BAPTISTA REGIS INCLYTE QUEM DEMONSTRASTI DIGITO FAC SUBVENIRE PAROCHO | Johannes, Vorläufer Christi, ruhmreicher Täufer des Königs, mach, dass er, auf den du mit dem Finger gewiesen hast, dem Pfarrer zu Hilfe kommt. |

Dieses Fenster ließ Berger anlässlich seines 50. Priesterjubiläums gestalten.

## Wirken als Dichter

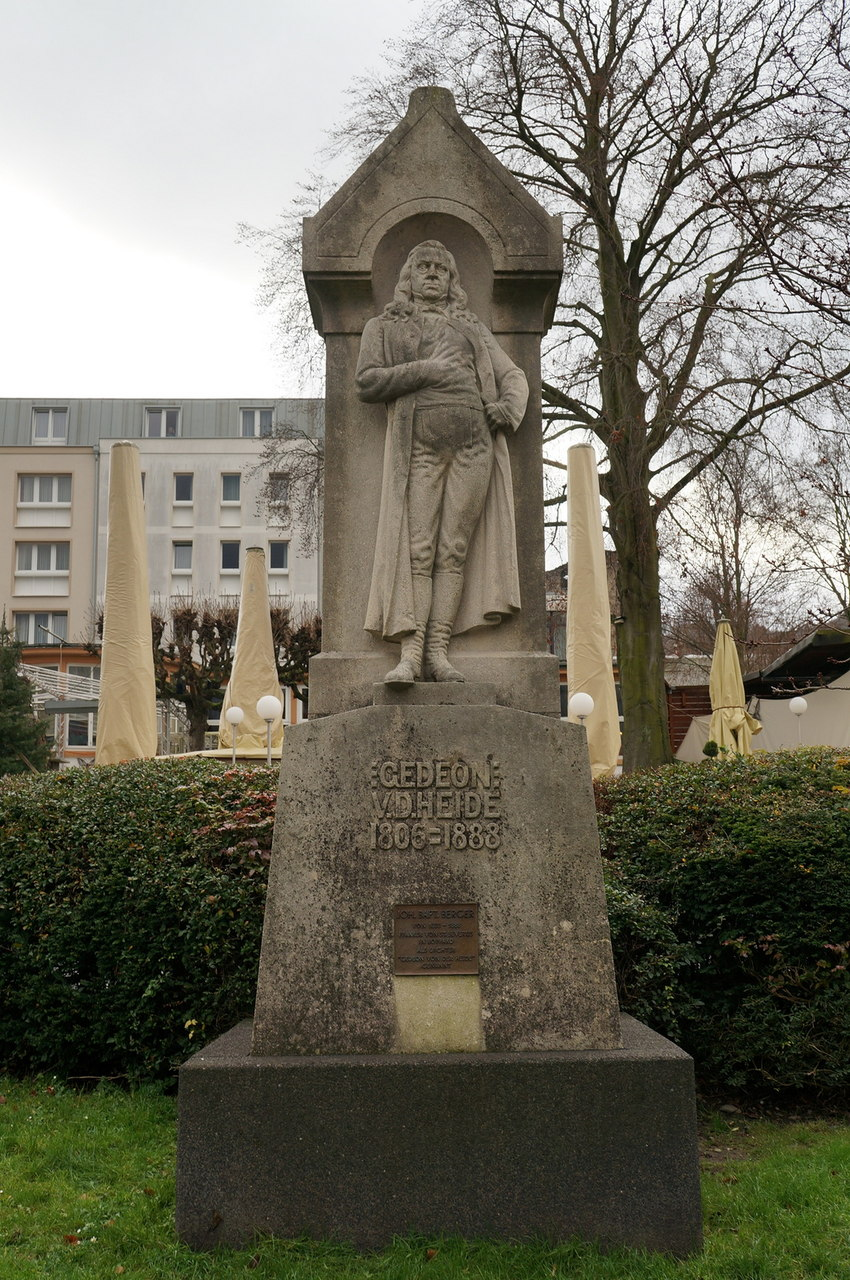
Denkmal für Gedeon von der Heide in den Bopparder Rheinanlagen

Schon als Schüler hatte Berger Gedichte und Vorträge zu besonderen Anlässen verfasst. Neben seiner Tätigkeit als Seelsorger blieb das Schreiben seine liebste Beschäftigung. Viele seiner Gedichte, die er erstmals 1846 veröffentlichte, wurden zu Volksliedern und fanden Eingang in Lieder- und Gesangbücher seiner Zeit. Zu den bekanntesten zählen das Marienlied Über die Berge schallt mit dem Untertitel „Das Ave-Glöckchen zu Bornhofen“, das Lied vom gold’nen Wanderstab und Muß dich lassen, schöner Rhein. Sein Pfingstlied Geist der Erkenntnis wird heute noch in Gottesdiensten der Pfarrei St. Severus gesungen. Ab 1852 nannte er sich in seinen Werken Gedeon von der Heide. Hauptsächlich schrieb er heimatliche und christlich-religiöse Gedichte und Lieder.
Zu Lebzeiten waren seine Gedichte sehr populär, sind heute jedoch weitgehend vergessen.

## Ehrungen
Im Jahr 1915 wurde in den Bopparder Rheinanlagen (vor dem Hotel Ebertor) ein Steindenkmal errichtet, das an den Dichter Gedeon von der Heide erinnert. Das dazugehörige Model aus Gips wurde dem Bopparder Krankenhaus geschenkt. Dort wurde es im Foyer des Dechant-Berger-Hauses aufgestellt. Außerdem wurde eine Straße in Boppard, die Gedeonsstraße, zu seinen Ehren benannt und auch der Höhenaussichtspunkt Gedeonseck, der der Lieblingsplatz Bergers gewesen sein soll, erhielt zu seinen Ehren diesen Namen.